# Vlag van Alderney
De vlag van Alderney werd aangenomen op 20 december 1993. De vlag toont het Kruis van Sint-Joris zoals dat op de Engelse vlag staat, met in het midden het wapen van Alderney.
Alderney heeft ook een eigen dienstvlag ter zee. Dit is een Brits blauw vaandel met daarop het wapen van Alderney.